# Elisa Iorio
Elisa Iorio, född 21 mars 2003 i Modena, är en italiensk gymnast.

## Karriär
Elisa Iorio ingick i det italienska laget som tog brons vid VM 2019 och silver i lagmångkampen vid OS 2024.